# نیوفاندلند (سگ)
نیوفاندلند (به انگلیسی: Newfoundland dog)، نام یکی از نژادهای سگ است که خاستگاه آن به نیوفاندلند و لابرادور، کانادا بازمی‌گردد. این نژاد، در گروه سگ‌های کار، طبقه‌بندی می‌شود. از ویژگی‌های برجستهٔ این نژاد می‌توان به اندازهٔ بزرگ، توان بسیار بالای بدنی، وفاداری، هوش بالا، رفتار آرام و پوشش دولایه و ضخیم بدن اشاره کرد. این سگ‌ها همچنین دارای توانایی شنای خوبی بوده و در امداد و نجات در آب‌ها و عملیات نجات غریق، مورد استفاده هستند.
وزن جنس نر نیوفاندلند ۶۵–۸۰ کیلوگرم (۱۴۳–۱۷۶ پوند) و وزن جنس مادهٔ آن ۵۵–۶۵ کیلوگرم (۱۲۱–۱۴۳ پوند) است. قد جنس نر نیوفاندلند ۲۸ اینچ (۷۱ سانتیمتر) است و قد جنس مادهٔ آن ۲۶ اینچ (۶۶ سانتیمتر). سگ نیوفاندلند در هر بار زایمان ۴ تا ۱۲ توله می‌زاید.

## نگارخانه

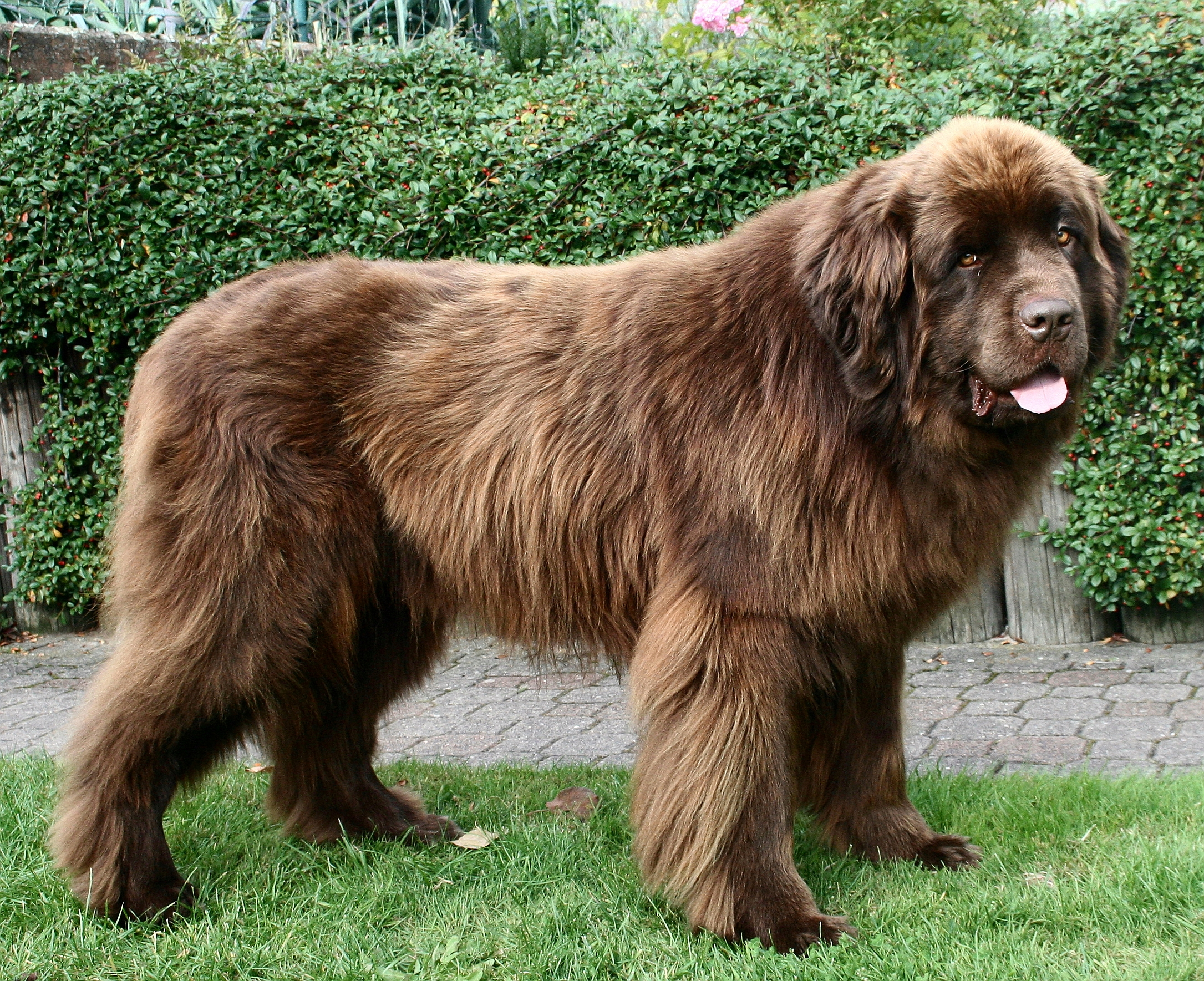
نیوفااندلند قهوه‌ای
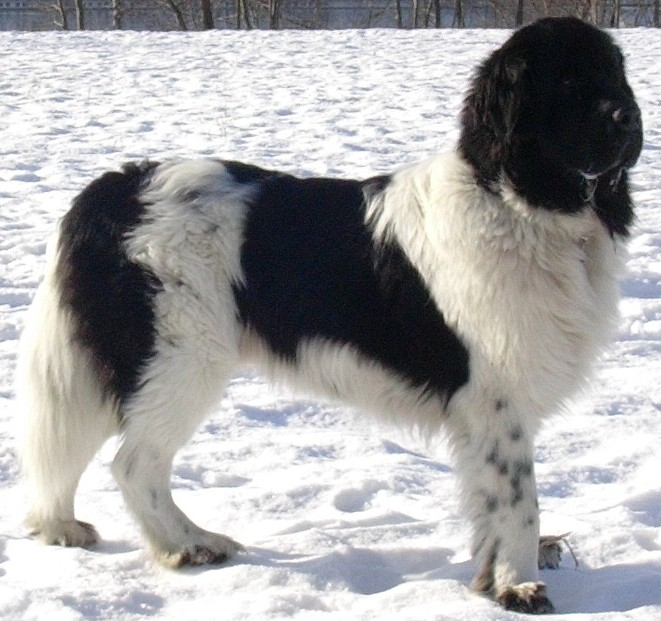
نیوفاندلند سیاه و سفید (لندسیر)
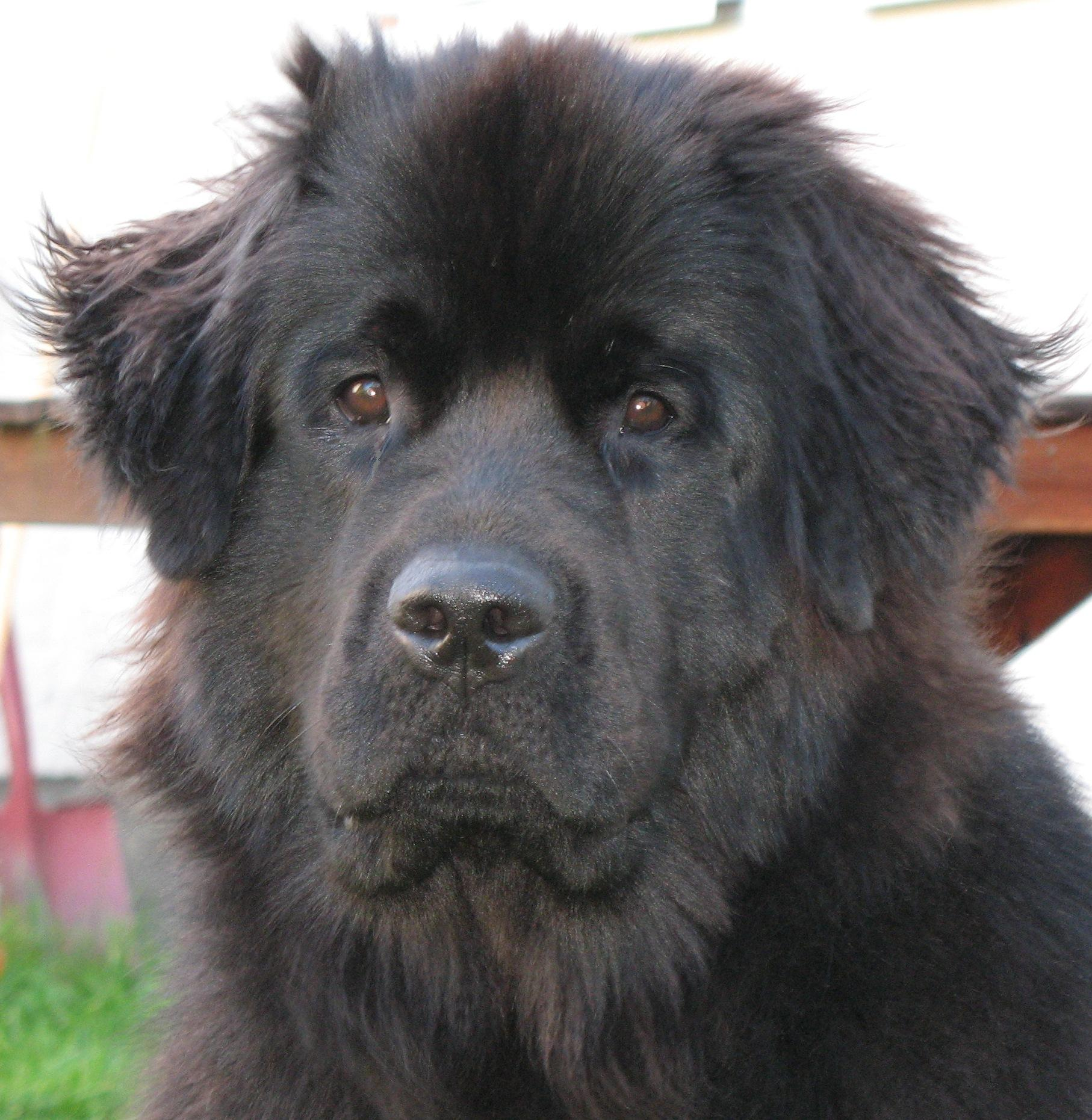
پرتره یک سگ نیوفاندلند